# Eniroruuri
Eniroruuri är en holme i Marshallöarna.   Den ligger i kommunen Rongelap, i den nordvästra delen av Marshallöarna, 700 km nordväst om huvudstaden Majuro. Eniroruuri ligger 5 meter över havet.